# Hèctor Hernández Vicens
Hèctor Hernández Vicens (Palma de Mallorca, 2 de octubre de 1975) es un director de cine, guionista y escritor español licenciado en Filología catalana por la Universidad de las Islas Baleares. Cursó Estudios Hispánicos en Universidad de Sheffield.
Ha trabajado como guionista en series de televisión como El cor de la ciutat, Kubala, Moreno i Manchón, 39+1; en telefilmes como Pacient 33 o Suite de Nit; y ha coescrito la película Fènix 11:23, dirigida por Joel Joan. Fue guionista y letrista para la serie infantil Los Lunnis (TVE) y creador y también director de Pol&Cia (TV3).
Ha colaborado en secciones de artículos de opinión y críticas literarias en varios medios. Fue lector editorial y traductor literario.
Su primer largometraje, El cadáver de Anna Fritz, que ha dirigido y coescrito, se estrenará en el Festival South by Southwest en el 2015 en Austin, Texas.
En mayo de 2016 se anunció que dirigía un nuevo remake del clásico de terror Day of the Dead, de George A. Romero, ya versionada en el año 2008.
También ha publicado tres novelas en catalán, Allunyeu-vos dels professors (1994), Odi (1995) y Qui s'apunta a matar la meva mare? (1997).

## Series de televisión
- El cor de la ciutat (2001-2002): Guionista.
- Pets-and-pets.com (2003): Guionista.
- Los Lunnis (2003-2007): Guionista.
- Pol & Cia (2007): Creador, director.
- Kubala, Moreno i Manchón (2012-2014): Guionista.
- 39+1 (2014): Guionista.

## Películas
- Fènix 11:23 (2012) (guionista)
- El cadáver de Anna Fritz (2015) (director y guionista)
- Day of the Dead: Bloodline (2018) (director)

## Obras
- Allunyeu-vos dels professors (1994)
- Odi (1995)
- Qui s’apunta a matar la meva mare? (1997)